# Rummelholmen
Rummelholmen är en ö i Finland. Den ligger i Norra kvarken och i kommunen Vörå i den ekonomiska regionen  Vasa i landskapet Österbotten, i den västra delen av landet. Ön ligger omkring 36 kilometer norr om Vasa och omkring 400 kilometer norr om Helsingfors.
Öns area är 10,6 hektar och dess största längd är 0,5 kilometer i sydöst-nordvästlig riktning.